# Melhania damarana
Melhania damarana är en malvaväxtart som beskrevs av William Henry Harvey. Melhania damarana ingår i släktet Melhania och familjen malvaväxter. Inga underarter finns listade i Catalogue of Life.